# Stop Me (The Smiths)
Stop Me è un album raccolta della band inglese The Smiths.
Pubblicato il 21 gennaio del 1988 dalla RCA Victor, per il solo mercato giapponese.

## Realizzazione
Nel 1987, la Rough Trade, che aveva previsto di pubblicare tre singoli dal nuovo album della band, Strangeways, Here We Come, dovette fare i conti con l'imprevista notizia della separazione del gruppo e con il conseguente problema di reperire nuovo materiale per completare le b-sides dei singoli stessi, che furono così integrati utilizzando materiale d'archivio degli Smiths. La RCA Victor decise allora di raccogliere quei tre singoli, nessuno dei quali era mai stato pubblicato in precedenza in Giappone, e relative b-sides in una raccolta da pubblicare per il solo mercato giapponese.
L'album contiene anche la cover di una canzone interpretata da Cilla Black, Work Is a Four-Letter Word (già peraltro pubblicata come b-side di Girlfriend in a Coma), considerata da Johnny Marr come una delle peggiori interpretazioni degli Smiths e diretta conseguenza dell'ossessione di Morrissey per le voci femminili degli anni sessanta cosa che, in seguito, verrà addebitata al frontman come una delle ragioni che porteranno alla rottura della band di Manchester.
La cover degli Smiths, comunque, manca della strofa iniziale There are girls / That men will slay for / To provide / The things that they long for / Why do you think work is a four-letter word?.

## Copertina
La copertina, progettata da Morrissey, è la stessa usata per il singolo Stop Me If You Think You've Heard This One Before (da cui la raccolta prende il nome) e ritrae l'attore e cantante inglese Murray Head in uno scatto del 1966, tratto dal film The Family Way.

## Tracce
1. Stop Me If You Think You've Heard This One Before – 3:33
2. Pretty Girls Make Graves (early version) – 3:40
3. Some Girls Are Bigger Than Others (live) – 5:03
4. Girlfriend in a Coma – 2:02
5. Work Is a Four-Letter Word – 2:45
6. I Keep Mine Hidden* – 2:47
7. Sheila Take a Bow – 2:42
8. Is It Really So Strange? (John Peel session) – 3:04
9. Sweet and Tender Hooligan (John Peel session) – 3:36

Tutte le tracce sono scritte da Morrissey/Marr, tranne Work Is a Four-Letter Word, scritta da Guy Woolfenden e Don Black.

## Formazione
- Morrissey - voce
- Johnny Marr - chitarra
- Andy Rourke - basso
- Mike Joyce - batteria

## Musicisti
- Audrey Riley – violoncello su Pretty Girls Make Graves
- John Porter – slide guitar su Sheila Take a Bow
- Stephen Street – synth su Girlfriend in a Coma